# 사우디–라쉬드 전쟁
사우디-라쉬드 전쟁은 1903년에서 1907년까지 일어난 전쟁으로 제1차 사우디-라쉬드 전쟁이나 카심 전투라고도 불린 이 전쟁은 신생국인 리야드 토후국의 사우디군과 라쉬드 치하의 하일 토후국이 서로 교전한 전쟁이다.
전쟁기간 동안 전투는 간헐적으로 이루어졌으며, 결국 사우디가 알-카심 지역을 1906년 4월 13일 카심에서 결정적인 승리를 거두면서 끝났다. 허나 1907년까지 교전이 더 일어났다.

## 참고사항
[a].^  사우디-라쉬드 전쟁 (총 사상자 2,607+명):
우나이자 전투 (1904년) - 372명 사망
부라이다 전투 - 알려지지 않음
바카리야 전투 - 2,200명 사망
쉬나나 전투 (1904년) - 알려지지 않음
라우다 무한나 전투 (1916년) - 35+명 사망
타라피야 전투 (1907년) - 알려지지 않음